# Mitannia insueta
Mitannia insueta är en tvåvingeart som beskrevs av Herting 1987. Mitannia insueta ingår i släktet Mitannia och familjen parasitflugor.
Artens utbredningsområde är Turkiet. Inga underarter finns listade i Catalogue of Life.